# Cesare Beruto
Cesare Beruto (Milano, 2 gennaio 1835 – Milano, 22 maggio 1915) è stato un ingegnere, architetto e urbanista italiano.

## Biografia
Studia presso l'Università degli Studi di Pavia e il 24 aprile 1857 si laurea dottore negli studi d'ingegnere civile e architetto. In seguito entra come impiegato nell'ufficio tecnico del comune di Milano; promosso ingegnere di reparto nel 1877, nel 1884, in qualità di ingegnere capo comunale, viene incaricato dell'elaborazione del primo Piano regolatore di Milano.

## Principali opere
- 1876 - Progetto per la sistemazione di piazza del Duomo
- 1877 - Piano regolatore e di ingrandimento di Biella
- 1880 - Caselli daziari di Porta Volta
- 1884 - Piano regolatore di Milano
- 1906 - Piano regolatore di diverse zone di Milano